# Dakar (John Coltrane)
Dakar è un album discografico del musicista jazz John Coltrane, pubblicato nel 1963 dalla Prestige Records.

## Descrizione
Quando negli anni sessanta la fama di Coltrane crebbe in maniera considerevole travalicando i semplici confini del jazz, la Prestige Records, parecchio tempo dopo che il musicista aveva smesso di incidere per l'etichetta, assemblò insieme svariate registrazioni degli anni cinquanta, spesso scegliendo quelle dove Coltrane suonava solo in qualità di sideman, e le ripubblicò confezionate come nuovi album di Coltrane a tutti gli effetti.

## Tracce
1. Dakar (Teddy Charles) — 7:09
2. Mary's Blues (Pepper Adams) — 6:47
3. Route 4 (Charles) — 6:55
4. Velvet Scene (Waldron) — 4:53
5. Witches Pit (Adams) — 6:42
6. Catwalk (Charles) — 7:11

## Musicisti
- John Coltrane - sassofono tenore
- Cecil Payne - sassofono baritono
- Pepper Adams - sassofono baritono
- Mal Waldron - pianoforte
- Doug Watkins - contrabbasso
- Art Taylor - batteria